# Osojnik (gmina Železniki)
Osojnik – wieś w Słowenii, w gminie Železniki. W 2018 roku liczyła 18 mieszkańców.